# Dekret o ziemi

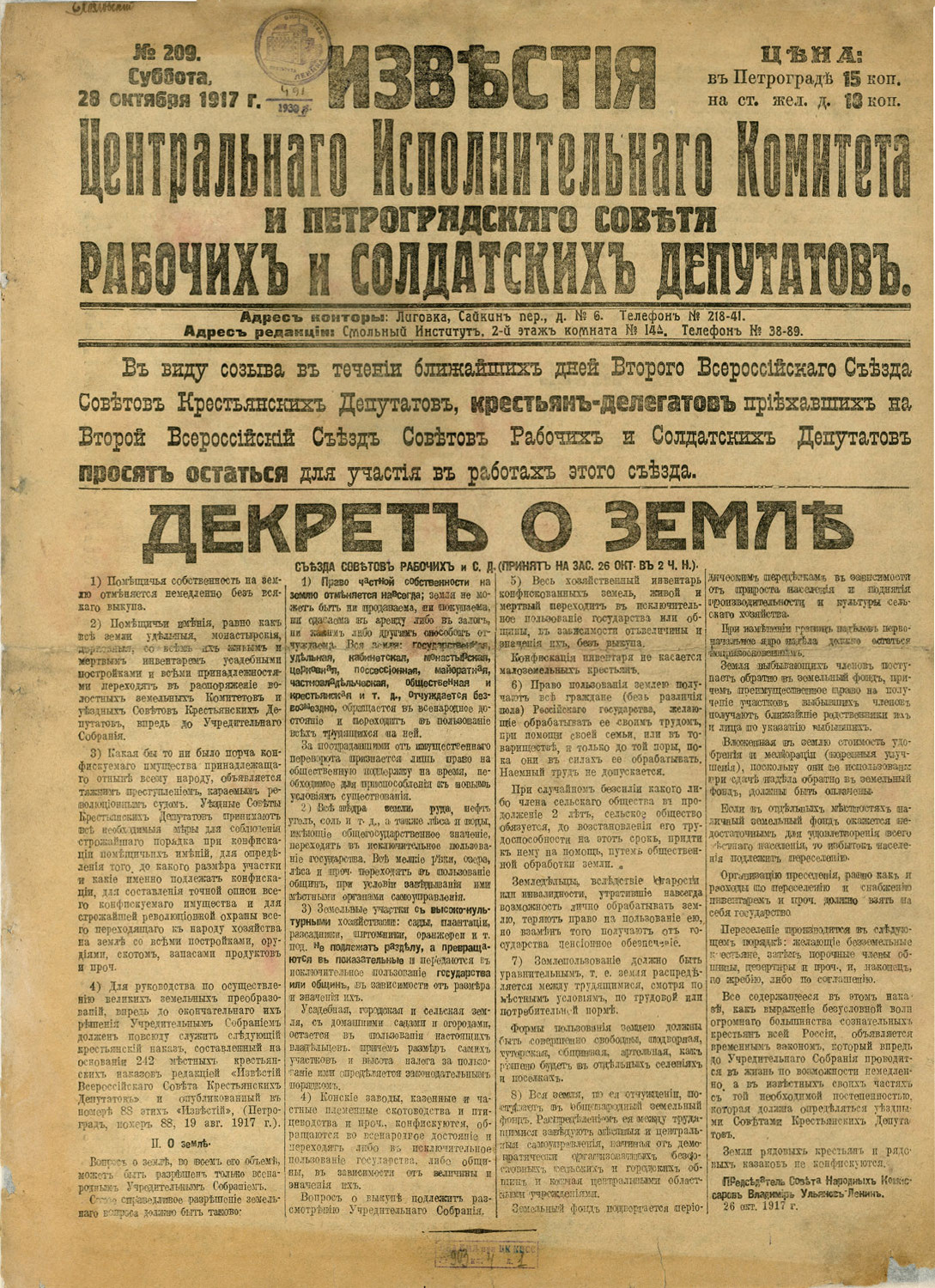
Dekret o ziemi (1917)

Dekret o ziemi (ros. Декрет о земле) - akt prawny uchwalony 8 listopada (według starego stylu 26 października) 1917 roku przez II Ogólnorosyjski Zjazd Rad Delegatów Robotniczych i Żołnierskich. Dekret wprowadzał zniesienie własności prywatnej i nacjonalizację ziemi bez odszkodowania . Chłopom przekazano ziemię do użytku osobistego, z zastrzeżeniem, iż w czasie jej uprawy nie mogą korzystać z pracy najemnej.
Kwestię ziemi należącej do tzw. obszarników poruszono już w czasie obrad I Wszechrosyjskiego Zjazdu Rad Delegatów Chłopskich mającego miejsce w Piotrogrodzie w dniach 4-28 maja 1917 roku. W Zjeździe Chłopskim uczestniczyło 1353 delegatów, z czego około połowy stanowili eserowcy. W czasie poruszania kwestii agrarnej na trybunę wstąpił Lenin, i wezwał do konfiskaty wszystkich majątków ziemskich. Pomimo nie uregulowania tej kwestii, już latem 1917 roku, zarówno chłopi rosyjscy jak i ukraińscy coraz śmielej przejmowali grunty należące do wielkich majątków ziemskich. W związku z tym minister spraw wewnętrznych wydał okólnik do komisarzy rządowych aby zapobiec samowolnemu zagarnianiu ziemi.
Sprawę uregulowania prawnego kwestii ziemi rozpatrzono w czasie drugiego posiedzenia II Zjazdu Rad, które rozpoczęło się 8 listopada (26 października) 1917 roku. W trakcie tego posiedzenia wystąpił Włodzimierz Lenin, i zaproponował dwa dekrety, wspomniany już dekret o ziemi i dekret o pokoju. Pierwszy z dekretów został przyjęty prawie jednogłośnie a drugi jednogłośnie.
Dekret o ziemi, nakazywał podzielenie dużych majątków ziemskich bez wykupu pomiędzy miliony chłopskich rodzin. Bez wykupu przejmowano też ziemie apanażowe, oraz cerkiewne i klasztorne razem z zabudowaniami i inwentarzem żywym i martwym. Tym samym bolszewicy przyjęli po prostu projekt programu rolnego eserowców , zalecający też kierowanie się przy podziale wzorcową Instrukcją Chłopską, przewidującą: zakaz sprzedaży, dzierżawienia i zastawiania ziemi, jej nacjonalizację — ziemia uznana za dobro nar.; gospodarstwa wzorowe przekazywane wraz z inwentarzem wielkich majątków państwu lub wspólnotom chłopskim (obszczina); prawo do użytkowania ziemi przyznane wszystkim obywatelom Rosji pod warunkiem uprawiania jej pracą rąk własnych, rodziny, ewentualnie w formie stowarzyszonej; zakaz pracy najemnej, swobodę wyboru form użytkowania ziemi; wyłączenie z konfiskaty gruntów drobnych gospodarstw prywatnych.  
Dekret został ogłoszony jako ustawa tymczasowa, która miała obowiązywać do chwili zwołania Zgromadzenia Ustawodawczego .